# Arnaldo César Coelho
Arnaldo César Coelho (Rio de Janeiro, 15 gennaio 1943) è un ex arbitro di calcio brasiliano.

## Carriera
Internazionale dal 1968, è ritenuto il più grande direttore di gara brasiliano di tutti i tempi, assieme a Romualdo Arppi Filho: i due sono gli unici fischietti carioca ad aver diretto una finale dei mondiali di calcio. In particolare Coelho, dopo aver diretto nella rassegna iridata in Argentina nel 1978 (la partita Francia-Ungheria), fu selezionato anche per il Campionato mondiale di calcio 1982 di Spagna dove, oltre a Germania Ovest-Inghilterra, gli toccò la finale dello Stadio Bernabéu di Madrid Italia-Germania Ovest (designazione caldeggiata dall'allora presidente della FIFA João Havelange, brasiliano, come sorta di "risarcimento" per l'eliminazione prematura della nazionale verdeoro).
Il palmarès di Coelho si compone anche della finale dei Mondiali FIFA Under 20 del 1981 (prende parte anche alle edizioni del 1977 e 1987 di questa manifestazione di calcio giovanile) e della finale di Coppa America del 1979 Paraguay-Cile: questa competizione lo vede presente anche nel 1975, 1983 e 1989.
Nel suo curriculum anche due partecipazioni ai Giochi Olimpici. A Montréal nel 1976 è impegnato in Polonia-Iran 3-2 e, dodici anni dopo, a Seul gli venne affidato l'incontro URSS-Stati Uniti con vittoria dei sovietici - poi campioni olimpici - per 4-2. Per lui anche la direzione del Coppa Libertadores (la Coppa dei Campioni sudamericana), sempre del 1988, vinta dal Nacional de Montevideo e alle Olimpiadi del 1988 la direzione dell'incontro USA-URSS.
Dotato di grande carisma e autorevolezza, in campo era rispettato dai giocatori. Il suo modo di arbitrare era generalmente rigoroso ma non fiscale, tollerando entro certi limiti il gioco maschio, ma non lasciando mai che potesse trascendere nella violenza o nella scorrettezza, intervenendo con severe reprimende sui responsabili, e non lesinando ammonizioni ed espulsioni.
È fratello di Ronaldo Cezar Coelho, uno dei leader del PSBD, partito tra i più votati in Brasile.